# Awraam Moissejewitsch Milezki

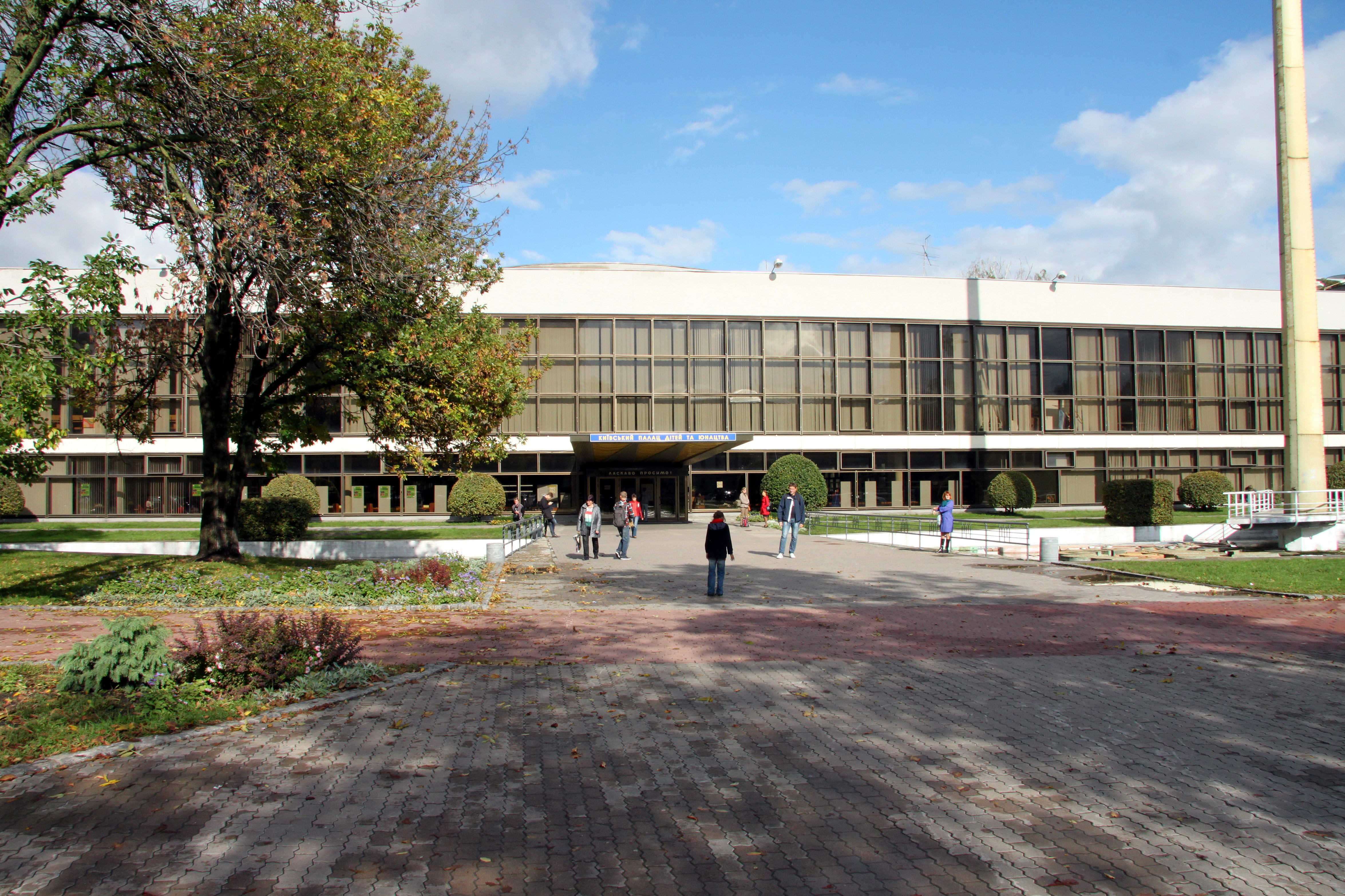
Pionierpalast Kiew, Awraam Milezkij, Eduard Bilski und Ariadna Loboda, 1962–1966

Awraam Moissejewitsch Milezki (russisch Авраам Моисеевич Милецкий, hebräisch אברהם מילצקי, * 10. März 1918 in Kiew, Ukrainische Volksrepublik; † 16. Juni 2004 in Aschkelon, Israel) war ein sowjetischer Architekt und Hochschullehrer. Milezki war Ehrenmitglied der Ukrainischen Akademie der Architektur, Professor und Träger des Staatspreises der UdSSR. Er wirkte vor allem in Kiew, seine Bauten aus den 1970er Jahren prägen heute noch das Bild der Stadt.

## Leben und Werk
Milezki wurde 1918 in einer jüdischen Familie in Kiew geboren. 1941 schloss er sein Studium an der Architekturfakultät des Kiewer Ingenieurbauinstitutes als Schüler von Iossif Karakis ab. Während seines Studiums arbeitete er als Künstler am Theater und im Institut Graschdanprojekt.
Seine Mutter und seine Großmutter wurden 1941 beim Massaker von Babyn Jar ermordet.
Von 1941 bis 1945 diente er nach einer kurzen Ausbildung an der Kuibyschew-Militärakademie für Pioniertruppen in der Roten Armee. Er kämpfte 1943 in der Schlacht um Kiew. Milezki erreichte den Dienstgrad eines Hauptmanns der Pioniertruppen (инженер-капитан) und wurde mit dem Orden des Vaterländischen Krieges, der Medaille „Für die Verteidigung des Kaukasus“, der Medaille „Für Verdienste im Kampf“ und der Medaille „Sieg über Deutschland“ ausgezeichnet.
Nach der Entlassung aus dem Wehrdienst arbeitete er ab 1946 bei Kiewprojekt. 1950 wurde er dort zum Leitenden Architekten ernannt.
1967 begann er seine Lehrtätigkeit am Kiewer Institut der Künste. Von 1969 bis 1988 lehrte er dort als Professor. Er war Mitglied des Architektenverbandes der UdSSR. Für das Projekt des Pionierpalastes in Kiew erhielt er 1967 den Staatspreis der UdSSR.
Laut dem sowjetischen und ukrainischen Architekten Mykola Djomin leistete Milezki einen größeren Beitrag zur Gestaltung des architektonischen Bildes von Kiew.
Mit dem Zerfall der Sowjetunion emigrierte er 1991 nach Israel. Er starb 2004 in seinem Wohnort Aschkelon.

## Projekte

### Deutschland
- Denkmal der Begegnung der sowjetischen und amerikanischen Truppen an der Elbe 1945, Torgau[3]

### Ukrainische Sozialistische Sowjetrepublik
- Berufsschule in der Kyrillowski-Straße im Podol, Kiew, 1949 (Coautor)
- Projektierung der Straße Kiew—Charkow—Rostow am Don, 1954
- Sitzungssaal des Präsidiums des Zentralkomitees der Kommunistischen Partei der Ukraine
- Zentraler Busbahnhof, Odessa,1964  (Coautor)[7]
- Hotel Moskau, Kiew, 1961 (Coautor)[8]
- Zentraler Busbahnhof, Kiew, 1958–1961 (Coautor)[9]
- Park des Ewigen Ruhmes, Kiew, 1957 (Coautor)[10]
- Pionierpalast "N. A. Ostrowski", Kiew, 1962–1965  (Coautor)[11][12][13]
- Denkmal für die Überwindung des Dnepr 1943, Nowyje Petrowzy
- Ingenieur- und Laborkomplex des Ministeriums für Straßenbau der Ukrainischen SSR, Kiew, 1971–1976[14][15]
- Gebäude des Instituts Ukrdorswjas, Kiew, 1976[16]
- Hotel Saljut, Kiew, 1982–1984[3][17][18][19]
- Historischer, archäologischer und architektonischer Komplex des Parkmuseums „Altes Kiew“, Kiew, 1968–1991 (Coautor),  nur teilweise umgesetzt
- Archäologisches Museum, Kiew, nicht realisiert
- Wiederaufbau des Gonchary-Kozhemyaki-Trakts Kiew, nur zu einem kleinen Teil abgeschlossen; anschließend wurde der Trakt nach einem anderen Projekt bebaut
- Rekonstruktion des Andreassteigs, Kiew[3]
- Denkmal für Gregorius Skoworoda, Kiew, nicht realisiert
- Projekt für den Roten Platz, Kiew, nicht realisiert
- Projekt für ein Denkmal in Baby Jar, Kiew, 1965, nicht realisiert[2]
- Krematorium des Baikowski-Friedhofs, Kiew, 1976[20][21][22]
- Park des Gedenkens auf dem Baikowski-Friedhof, Kiew, zusammen mit Ada Rybatschuk und Wolodymyr Melnytschenko, nur teilweise umgesetzt[23]
- Landschaftsallee[24]

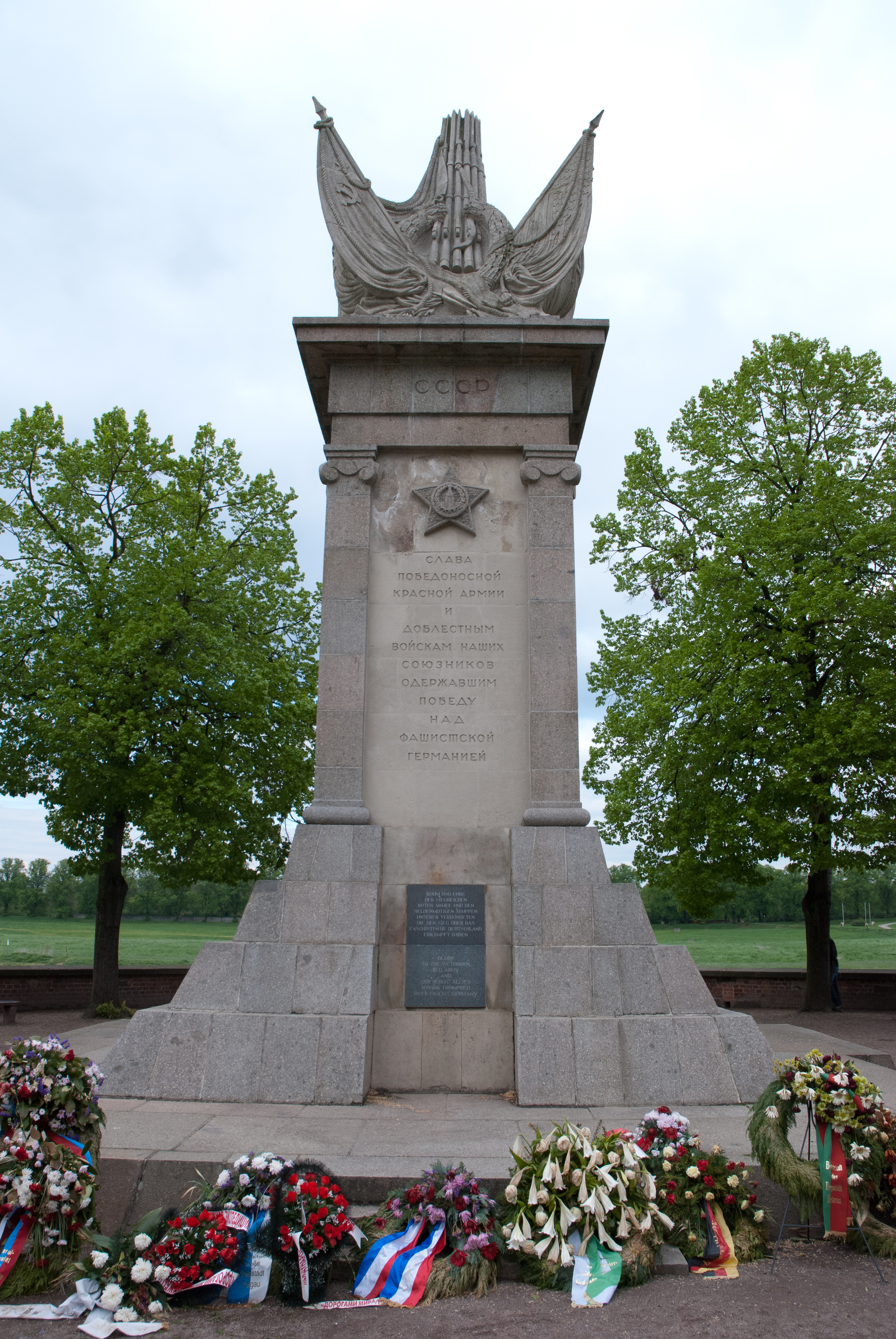
Denkmal der Begegnung, Torgau
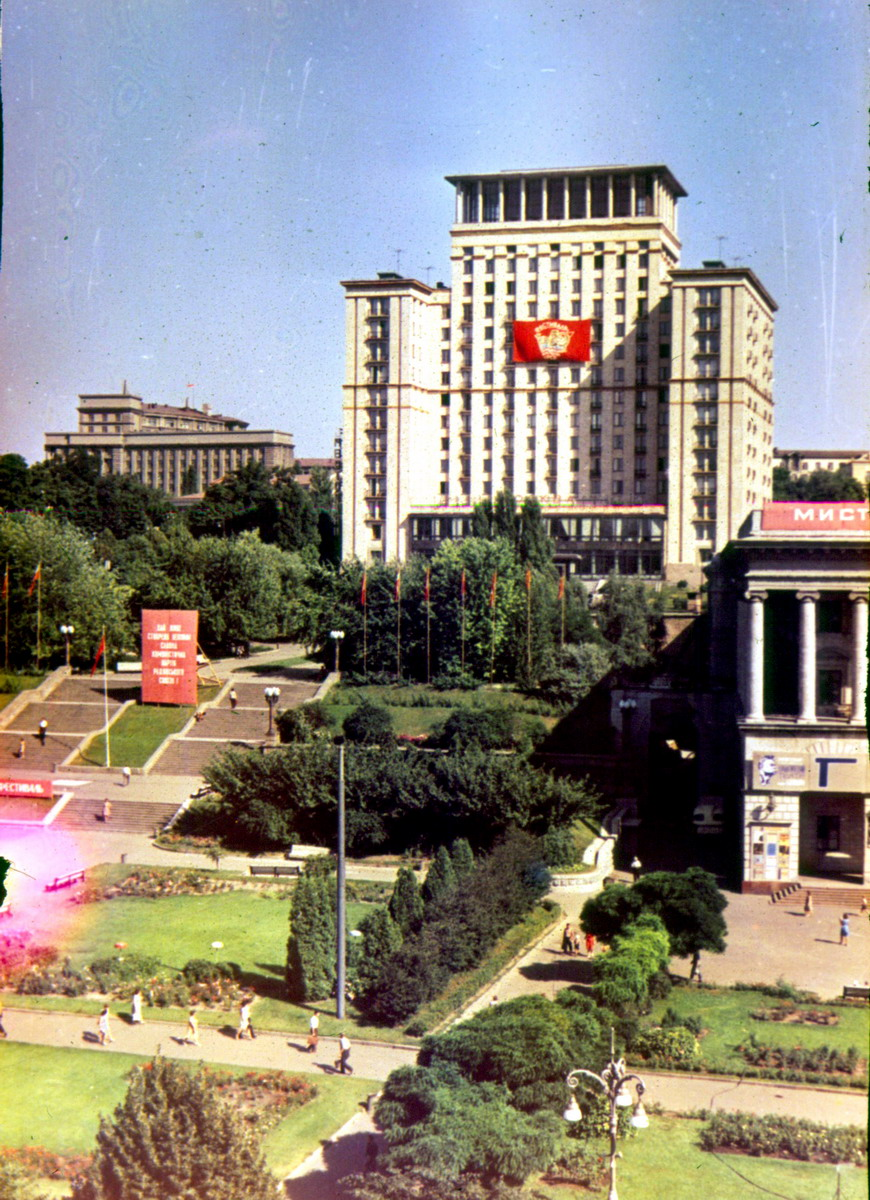
Hotel Moskau
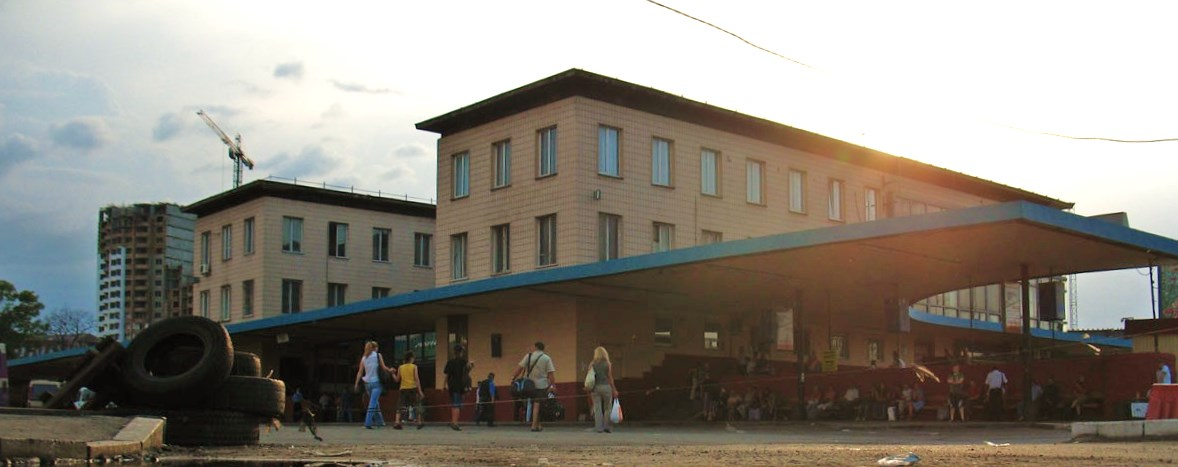
Zentraler Busbahnhof
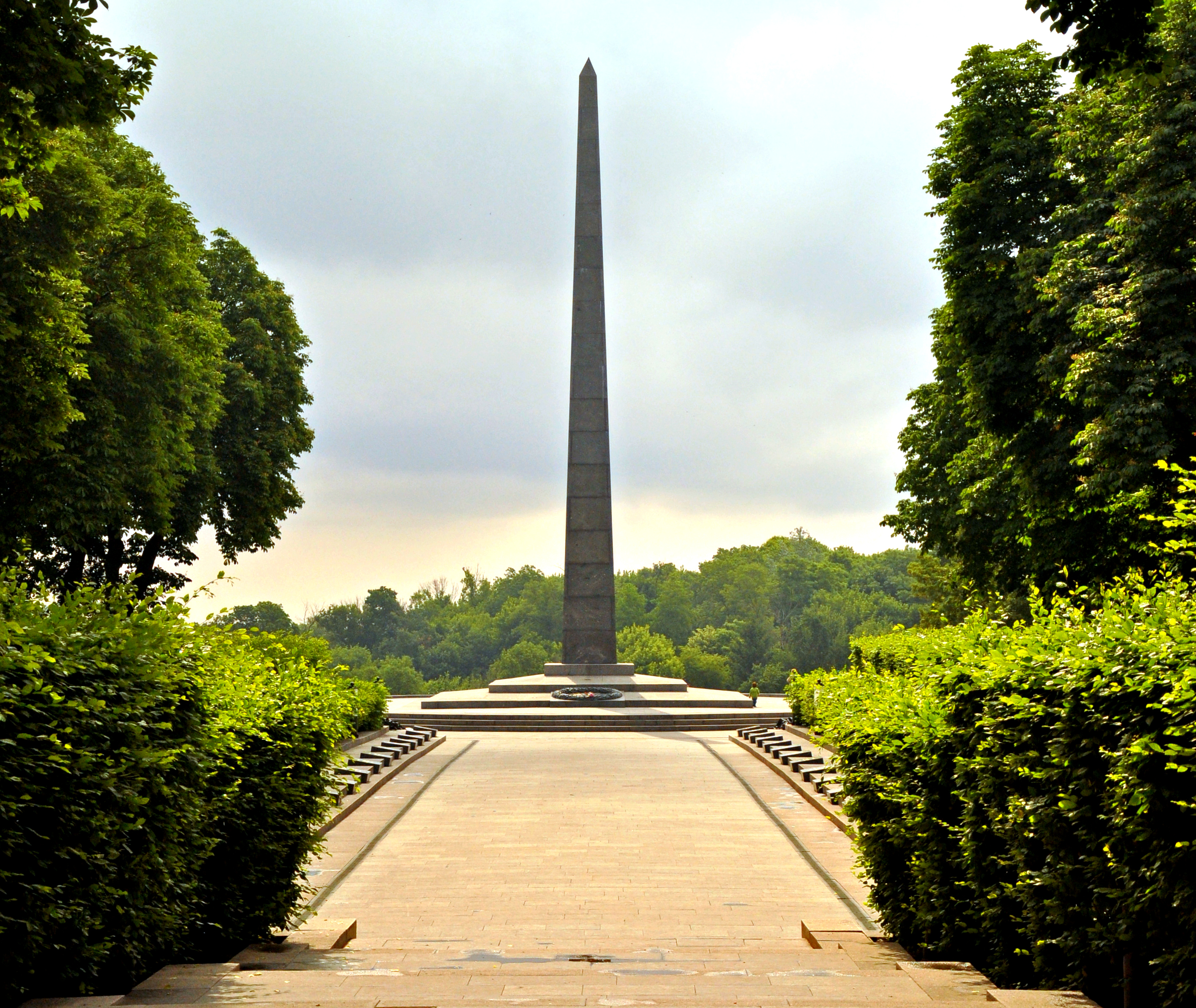
Park des Ewigen Ruhmes
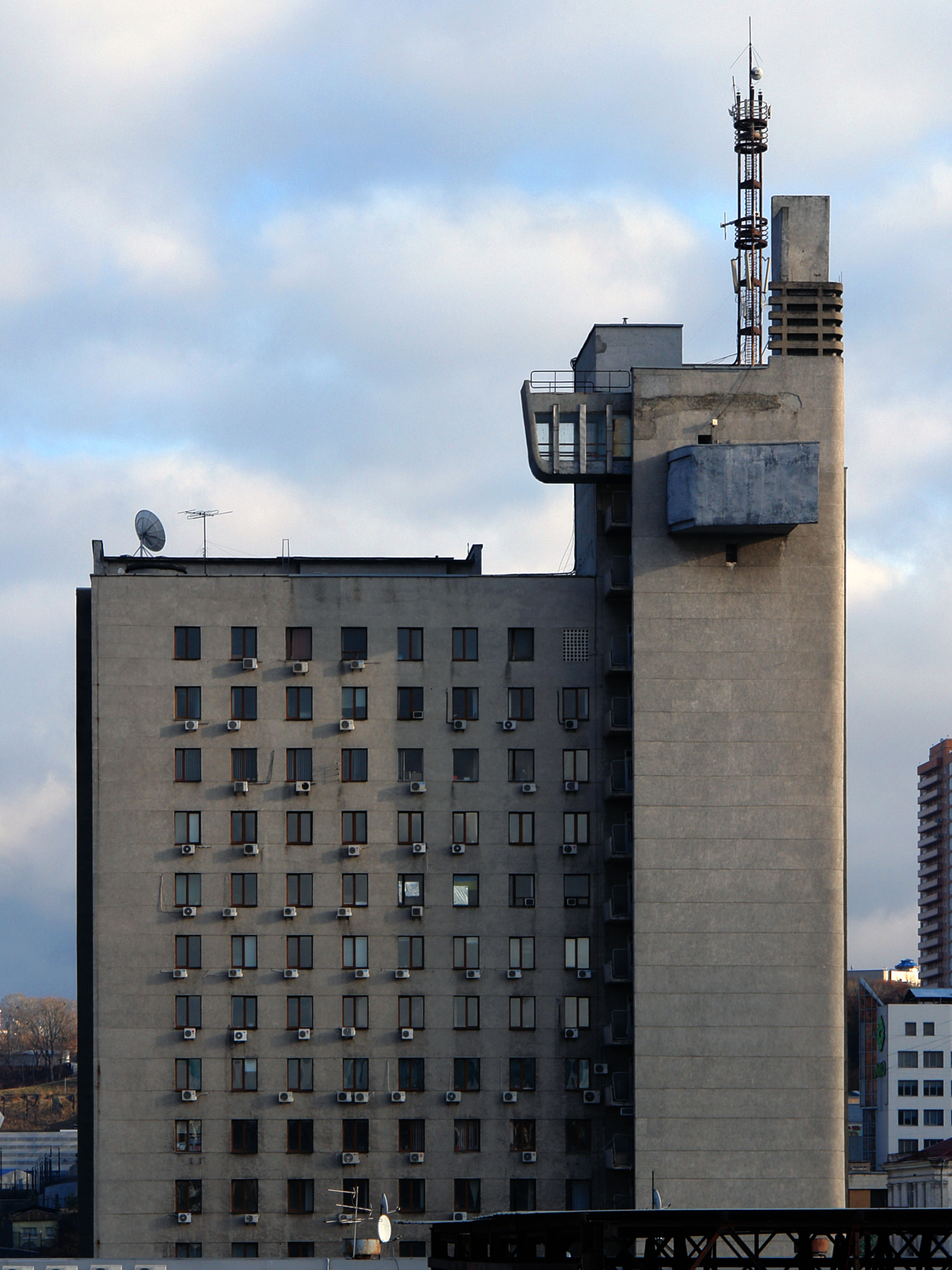
Straßenbauministerium
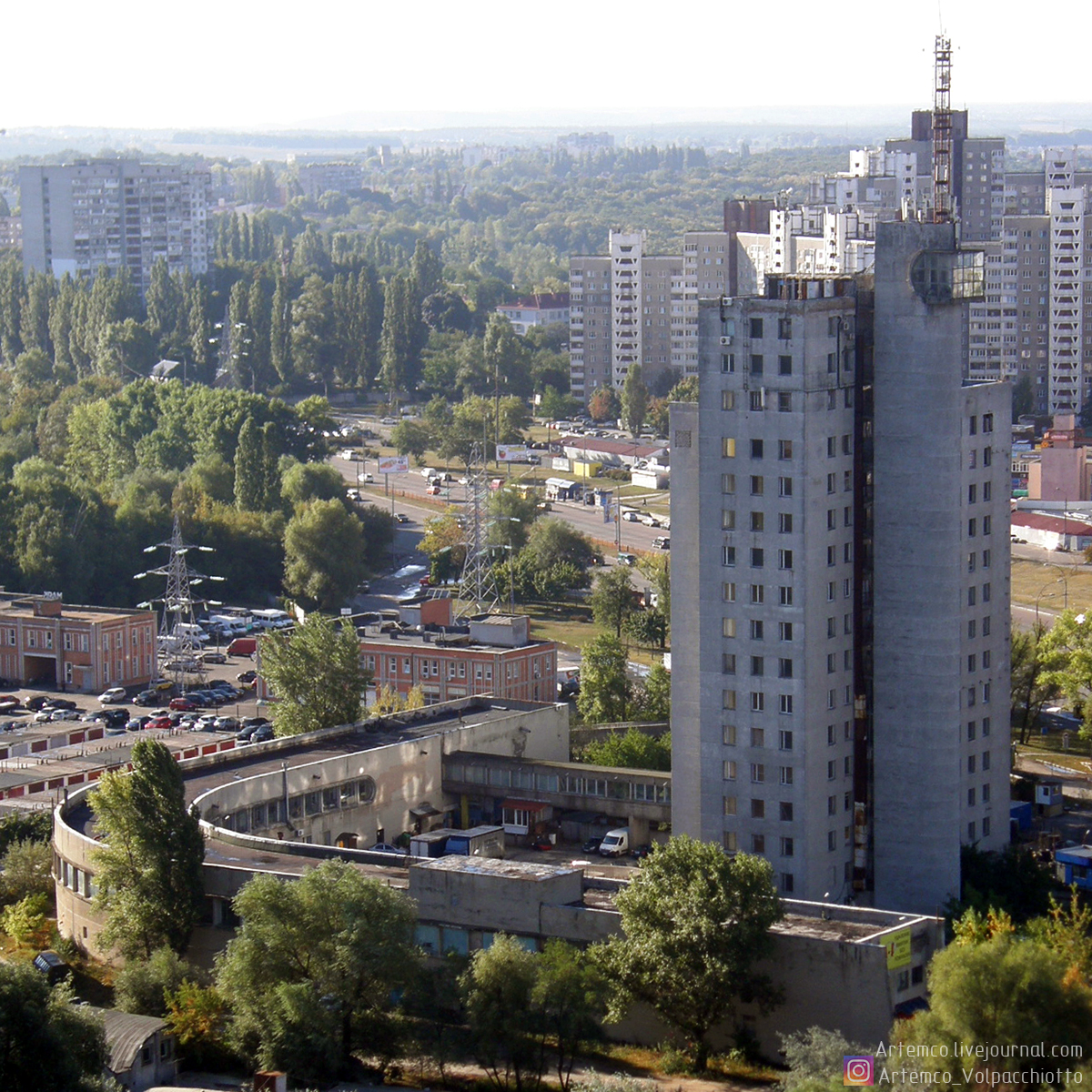
Ukrdorswjas
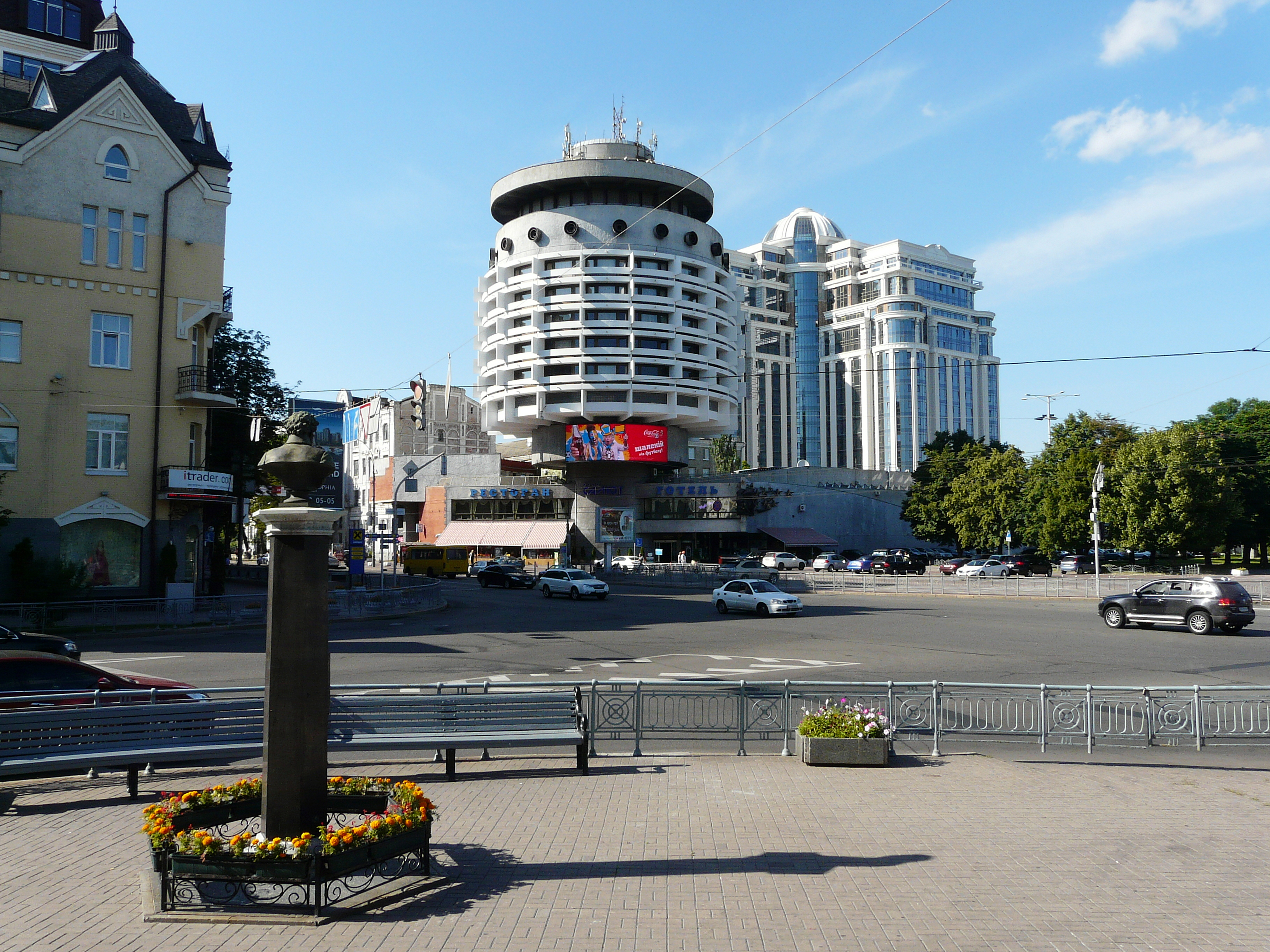
Hotel Saljut
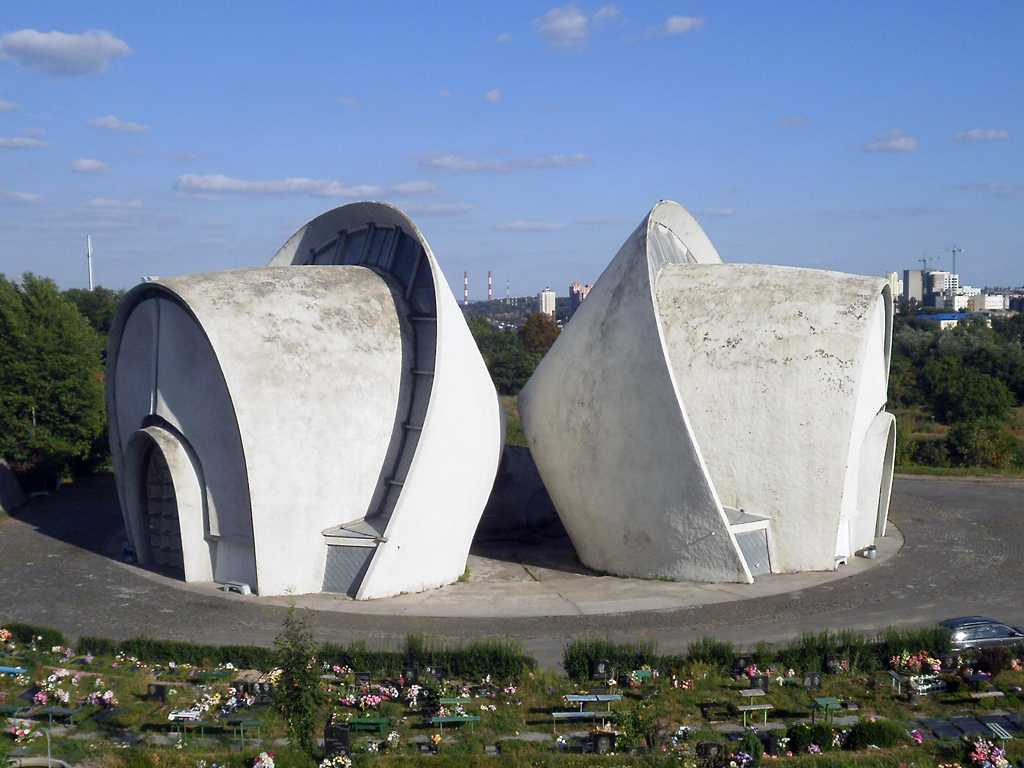
Krematorium des Baikowski-Friedhofs
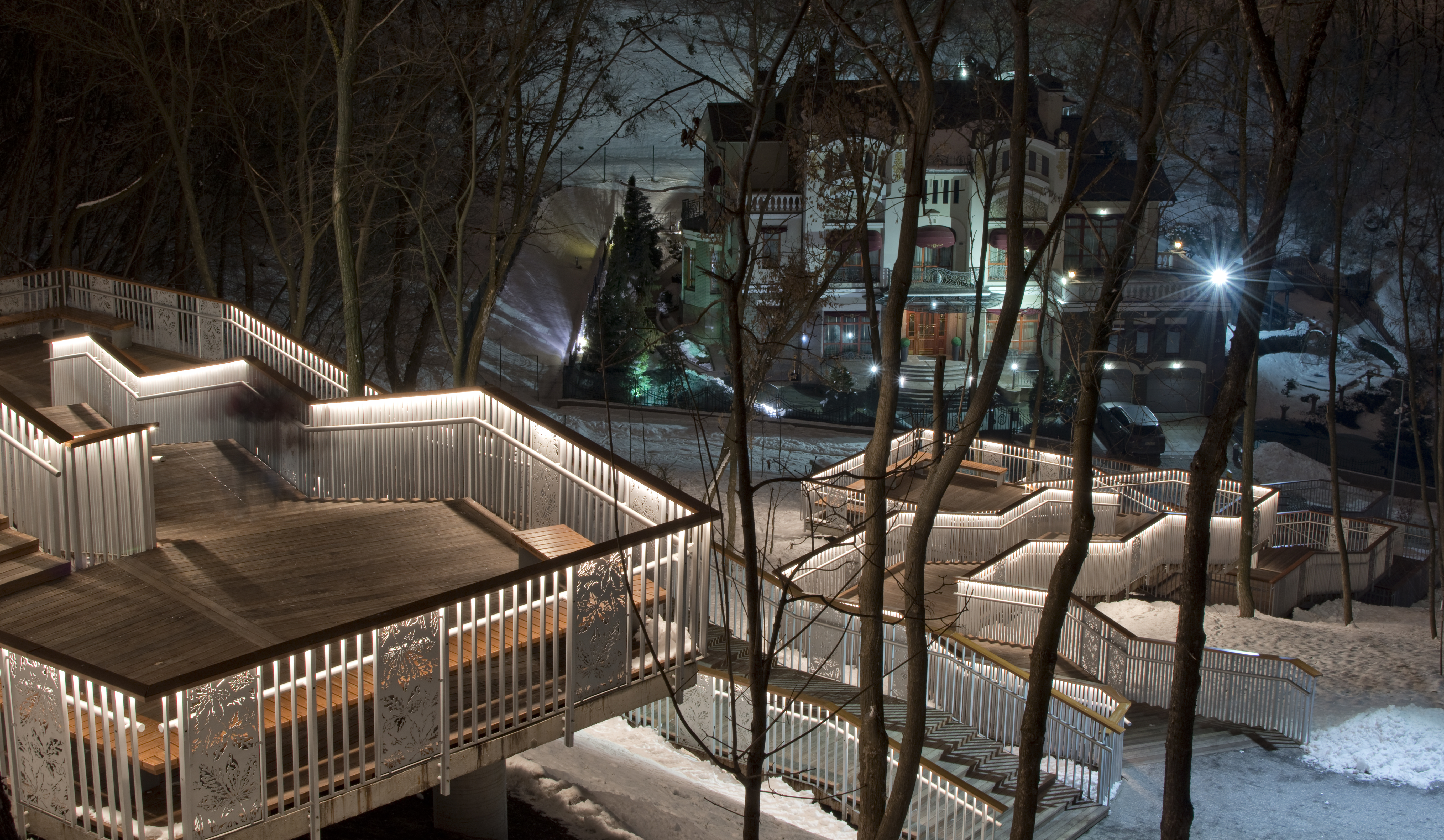
Landschaftsallee

## Bewertung
Der ukrainische Journalist, Autor und Kurator Jewgeni Minko bewertet das Werk Mylezkyjs wie folgt:

«Милецкий был автором самых ярких и смелых архитектурных проектов Киева второй половины XX века, сформировавших его модернистское лицо. Увы, уже испещренное немытыми когтями нынешних вандалов наших палестин.
Гостиница «Салют», здание Укравтодора (изначально это лабораторный корпус Министерства автодорог УССР), тот же крематорий на Байковом — восхитительные объекты, внушавшие иллюзию, будто Киев может дышать ветрами будущего.
Сейчас эта иллюзия, конечно, развеялась, но бессмертные произведения Милецкого иногда позволяют о ней вспомнить»

„Milezki war der Autor der markantesten und gewagtesten Architekturprojekte Kiews in der zweiten Hälfte des 20. Jahrhunderts, die dessen modernistisches Gesicht prägten. Leider ist es bereits von den ungewaschenen Klauen der heutigen Vandalen unseres Palästinas überzogen.
Das Salut-Hotel, das Ukravtodor-Gebäude (ursprünglich ein Laborgebäude des Straßenbauministeriums der Ukrainischen SSR) und das Krematorium am Baikove sind beeindruckende Objekte, die die Illusion weckten, Kiew könne den Wind der Zukunft atmen.
Diese Illusion hat sich natürlich inzwischen verflüchtigt, doch Milezkis unsterbliche Werke erinnern uns manchmal noch daran.“

## Publikationen
- А. Милецкий: Наплывы памяти. Hrsg.: В. Левин. Филобиблон, Иерусалим 1998, ISBN 965-222-881-8 (russisch).
- А. М. Милецкий, П. П. Толочко: Парк-музей «Древний Киев» : историко-археологический и архитектурный комплекс. Наукова думка, Киев 1989 (russisch).